# Пчелник (Варненская область)
Пчелник (болг. Пчелник) — село в Болгарии. Находится в Варненской области, входит в общину Долни-Чифлик. Население составляет 1 626 человек.

## Политическая ситуация
В местном кметстве Пчелник, в состав которого входит Пчелник, должность кмета (старосты) исполняет Лиляна Иванова Петкова (Болгарская социалистическая партия (БСП)) по результатам выборов правления кметства.
Кмет (мэр) общины Долни-Чифлик — Борислав Николаев Натов (независимый) по результатам выборов в правление общины.